# Sophie Sandolo
Sophie Sandolo (* 20. Juli 1976 in Nizza, Frankreich) ist eine italienische Golfproette der Ladies European Tour.
Sie begann im Alter von 14 Jahren mit dem Golfsport und war zwei Jahre später im italienischen Nationalteam. Nach einer sehr erfolgreichen Amateurkarriere, an deren krönenden Abschluss der Gewinn der European Amateur Championship 1999 stand, wurde sie im Oktober 1999 Proette.
Seit 2001 spielt Sandolo regelmäßig auf der Ladies European Tour (LET). Sie hat zwar noch keinen Turniersieg errungen, gehört aber mit bislang vierzehn Top-10-Platzierungen (darunter 2 zweite und ein dritter Rang) zu den konstanten Spielerinnen der europäischen Turnierserie. In der Saisonwertung für 2005 belegte sie den 15. Platz.
Internationales Aufsehen, auch abseits der Golfszene, erregte die attraktive Italienerin mit ihrem Kalender 2005, in welchem sie spärlich bis gar nicht bekleidet posiert. Wegen der großen Nachfrage gibt es seither jährlich eine neue Auflage.
Sandolo studierte in den USA an der UCLA und schloss mit dem Bakkalaureat in Marketing ab. Sie hat ihren Wohnsitz in Monaco.

## Turniersiege
- 2006: Lalla Meryem Cup (Marokko)